# Poecile palustris
El carbonero palustre (Poecile palustris) es un ave paseriforme de la familia de los páridos. Es una especie sedentaria, y la mayoría de sus individuos no son migradores.

## Descripción
Mide de 11 a 12 cm, con capirote y mentón negros y mejilla blanca o gris claro. El dorso es de color pardo. El pico es negro, y las patas gris-azuladas.
Es tan parecido a Poecile montanus que no fue descubierto como una especie diferente hasta 1888.

## Hábitat
Bosques caducifolios o mixtos con coníferas. Prefiere los lugares húmedos y umbríos, cerca de ríos y arroyos.

## Reproducción
El nido lo construye la hembra y ella sola es la que incuba una puesta de seis a nueve huevos. El macho la alimenta todo ese tiempo.

## Distribución
En Europa y en el este de Asia.

## Galería de fotografías

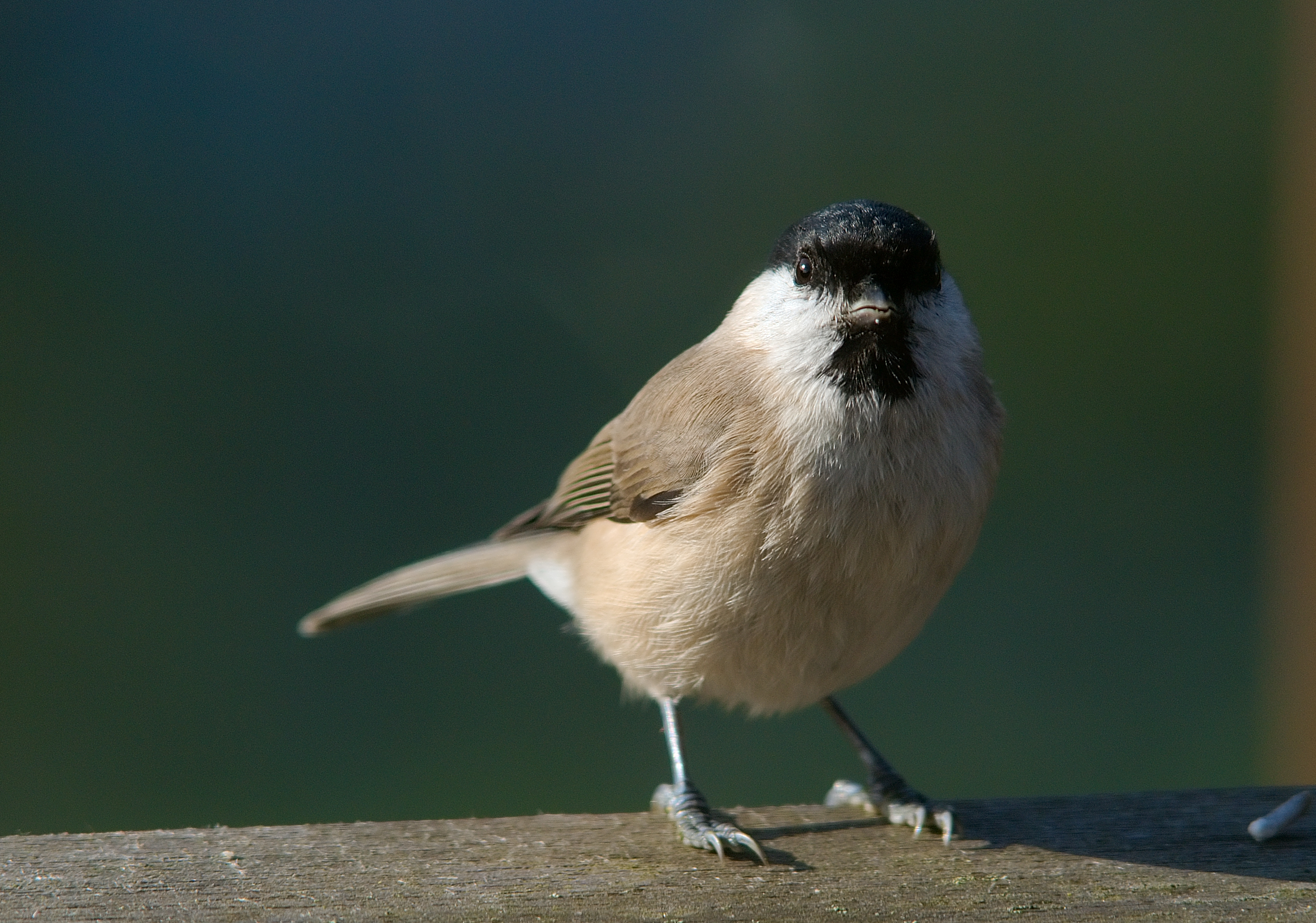
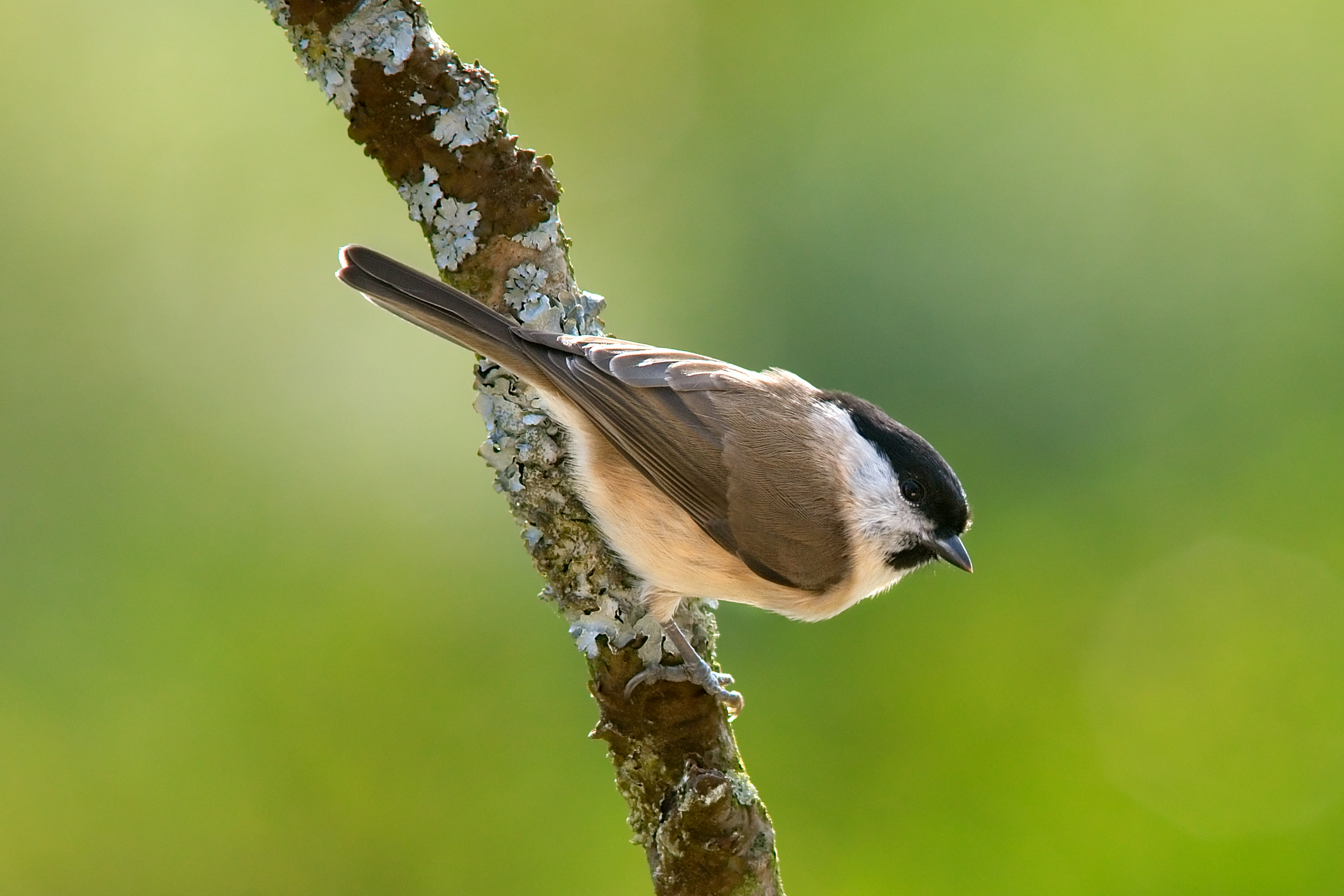
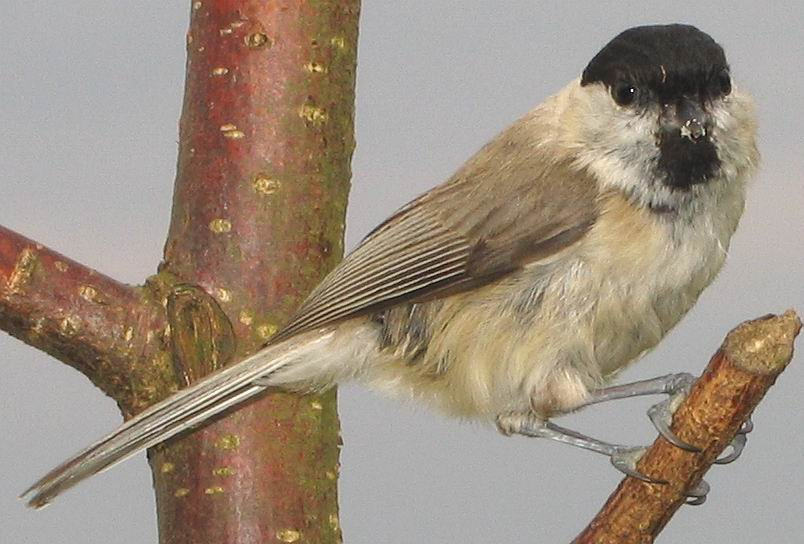
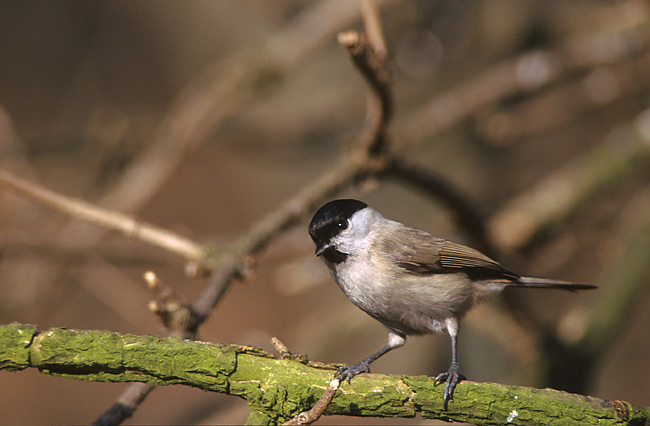
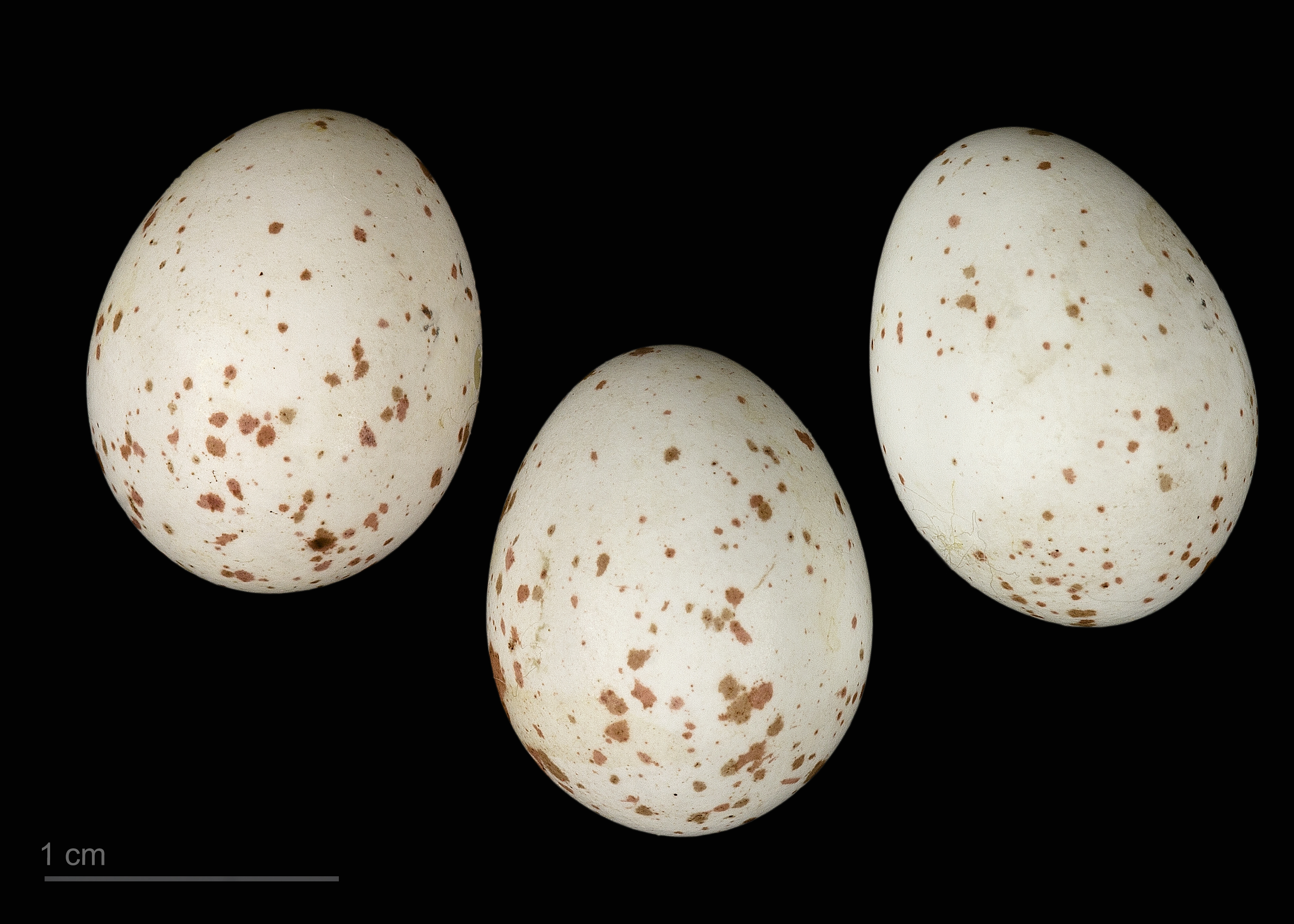
Poecile palustris